# (29869) Chiarabarbara
(29869) Chiarabarbara (1999 GC1) – planetoida z grupy pasa głównego asteroid okrążająca Słońce w ciągu 5,41 lat w średniej odległości 3,08 j.a. Odkryta 4 kwietnia 1999 roku.